# 観音院 (春日部市)
観音院（かんのんいん）は、埼玉県春日部市にある本山修験宗の寺院。

## 歴史
1258年（正嘉2年）に開山された。天台宗系修験道本山派の流れをくむ本山修験宗の寺院で、春日部市で唯一の当宗派寺院である。
当院の本尊は、正観世音菩薩である。この本尊は秘仏で、60年に一度丙午の年に開帳される。前回の開帳は1966年（昭和41年）で、次回の開帳は2026年（令和8年）の予定である。
当院には、江戸時代の修験僧円空が彫った「円空仏」がある。毎年5月3日から5日まで開催される円空祭で開帳される。

## 文化財
- 小渕観音院円空仏群（埼玉県指定有形文化財 平成14年3月22日指定）[3]

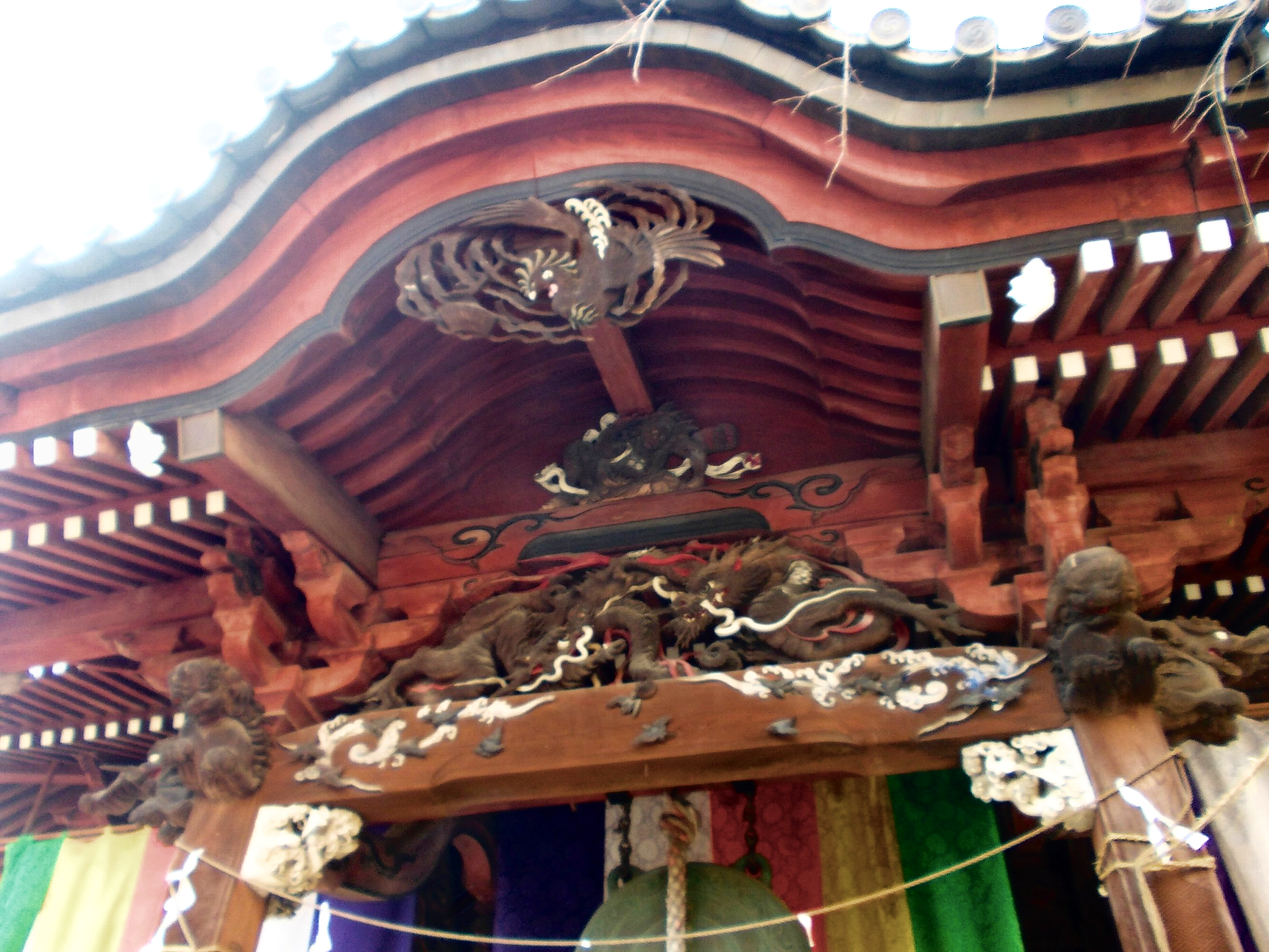
小渕観音院

## 交通アクセス
- 春日部駅より徒歩10分。